# Абрамково (Новгородська область)
Абрамково — село в Солецькому муніципальному районі Новгородській області, відноситься до Гірського сільського поселення, РФ. Постійне населення села 2010 року — 37 жителів
Село розташована в західній частині Новгородської області, поблизу адміністративного кордону з Псковською областю, на правобережжі річки Шелонь, протікає в 2 кілометрах північніше села, на висоті 32 м над рівнем моря. Через село проходить автодорога з адміністративного центру сільського поселення — села Горки, до села Петрове, розташованого в кілометрі на захід.